# Gottfried Konrad Hecht
Julius Gottfried Konrad Hecht, auch Conrad (* 12. Juni 1771 in Halberstadt, Königreich Preußen; † 25. April 1837 in Potsdam) war ein preußischer, deutscher Beamter und Botaniker. 

## Leben
Gottfried Konrad Hecht wurde als Sohn des Georg Eberhard Hecht (* 1725 in Halberstadt; † unbekannt), Arzt und Hofrat, geboren. Sein Bruder war Ernst Georg Julius Hecht (1775–1840).
Er besuchte von 1780 bis 1789 das Domgymnasium in Halberstadt und schrieb sich am 20. Mai 1789 an der Universität Halle und im Mai 1791 an der Universität Göttingen ein. Er studierte drei Jahre lang Rechts- und Kameralwissenschaften, beschäftigte sich daneben auch mit den sogenannten Hilfswissenschaften. Nach Beendigung des Studiums zog er nach Hamburg zu seinem Onkel dem preußischen Geheimrat und Residenten Johann Julius von Hecht (1719–1792), den er nach dessen Tod auch beerbte. In Hamburg wurde er durch Johann Georg Büsch in die Handelswissenschaft (Wissenschaft vom Handel im funktionellen Sinn) eingeführt.
Nach der ersten Prüfung wurde er im November 1794 Referendar bei der Kurmärkischen Kammer in Berlin, aus dieser Zeit verband ihn eine enge Freundschaft mit dem Kriegs- und Domänenrat, Oberpräsident Friedrich Magnus von Bassewitz.
1802 begleitete er den Landrat und späteren Oberpräsidenten Ludwig von Vincke auf dessen Reise nach Spanien zum Ankauf von Merinoschafen zur Veredelung der inländischen Schafe; hierzu hatte sich Gottfried Konrad Hecht zuvor mit der spanischen Sprache vertraut gemacht. Die Reise gab der preußischen Schafzucht große Impulse. Von dieser Reise fügte er eine kurze Zusammenfassung seiner Reiseeindrücke den Prüfungsakten bei, deren Prüfung des kameralistischen Rigorosums er am 1. Dezember 1804 bestand. Im gleichen Jahr wurde er Assessor bei der kurmärkischen Kriegs- und Domänenkammer (bis 1809 Kurmärkische Kammer).
1809 wurde er zum Regierungsrat der nach Potsdam verlegten Regierung befördert und 1816 wurde er erster Rat bei der, später wieder aufgelösten, Regierung in Berlin. 1825 wurde er zum Geheimen Regierungsrat ernannt.
Zeit seines Lebens bereiste er ganz Europa von Sizilien bis Lappland und beschäftigte sich sehr intensiv mit Botanik; hierdurch unterhielt er zahlreiche Kontakte zu in- und ausländischen Gelehrten, so zu Robert Brown und William Jackson Hooker. Johann Friedrich Klotzsch hat ihm zu Ehren eine Pflanzengattung aus der natürlichen Ordnung der Bromeliaceen Hechtia benannt und sagt im Anfang ihrer Beschreibung, er

„... widme diese Pflanze dem Geheimen Regierungsrath Hecht, einem Manne, der seine Musestunden lediglich der Botanik geweiht, eine Anzahl botanischer Expeditionen unterstützt, selbst fast ganz Europa aus Liebe zur Botanik bereist habe und dadurch zu einem ausgezeichneten Herbarium gelangt sei, aus welchem er mit der größten Liberalität mittheile und so indirekt mehr für die Botanik thue, als Viele auf direktem Wege vermögen.“

Sein Herbarium bestand, nach einem von ihm selbst angefertigten Verzeichnis, aus 187 Familien, 2260 Gattungen und ungefähr 14.000 Spezies, die Hälfte dieser Spezies aus mehreren, oft fünf und mehr Exemplare.

## Auszeichnungen
1832 erhielt er den Roten Adlerorden 3. Klasse.